# Малий Тростенець

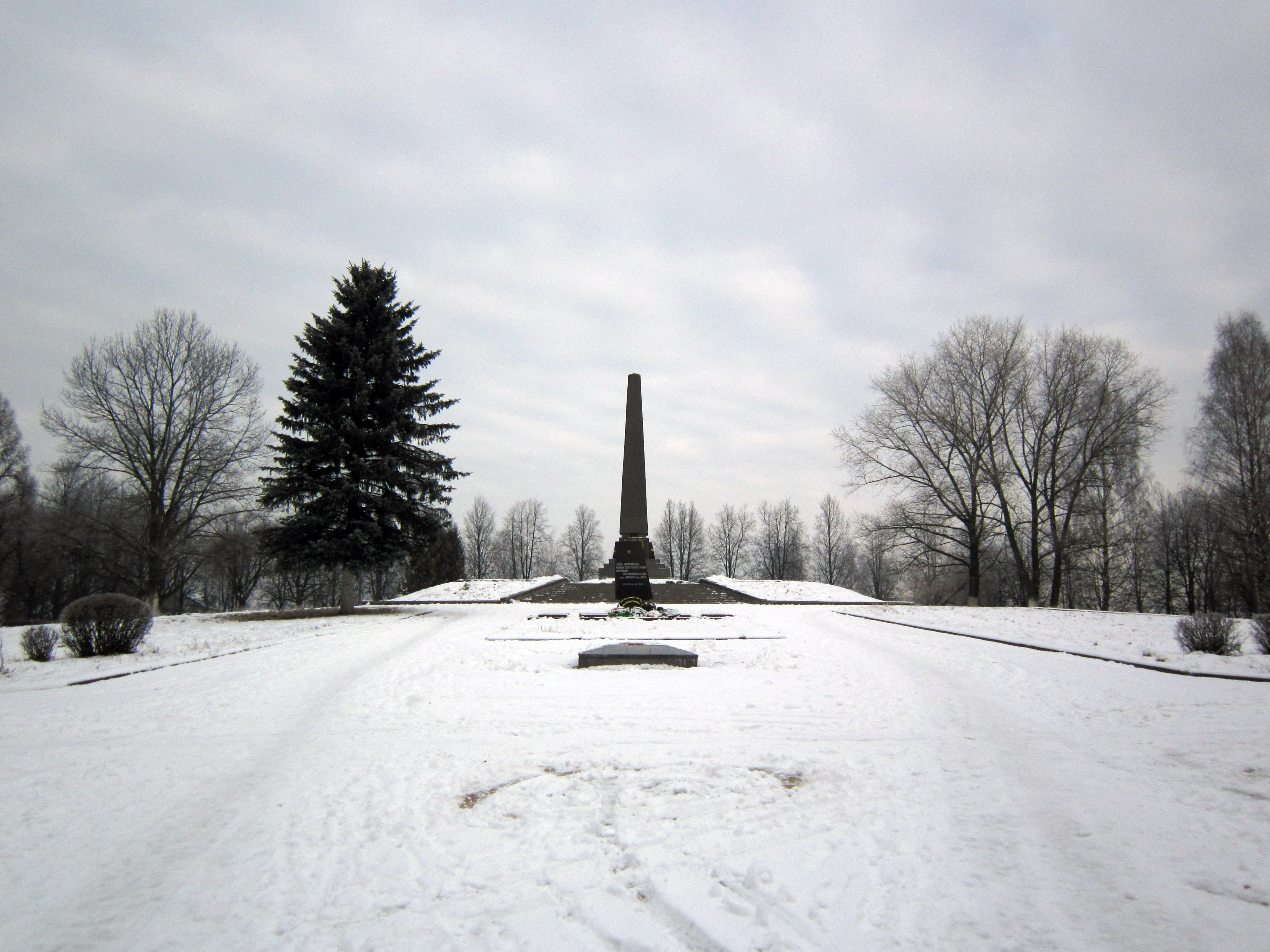
Меморіал пам'яті жертв табору смерті у Малому Тростенці

Малий Тростенець — табір смерті на території Білорусі, на околиці Мінська, під час Другої світової війни, створений СД. В Тростенці знищувалися мирні жителі, військовополонені з СРСР, а також громадяни Польщі, Австрії, Німеччини, Чехословаччині.
Перед війною на місці концтабора існував розстрільній полігон НКВС, де було знищено близько 15 тис. людей.
Концентраційний табір був створений восени 1941 року на території колгоспу ім. Карла Маркса.
Назва «Тростенець» об'єднує кілька місць масового знищення людей:
- Урочище Благовщіна — місце масових розстрілів;
- Власне табір — поруч із селом Малий Тростенець за 10 км від Мінська по Могилівському шосе;
- Урочище Шашківка — місце масового спалення людей.

Розстрілювали у заздалегідь приготовлених довгих ровах, трупи закопували і утрамбовували гусеничним трактором.
Восени 1943, коли став очевидним результат війни, гітлерівці почали роботи зі знищення слідів своїх злочинів.